# Zur Schmerzhaften Muttergottes (Geitau)

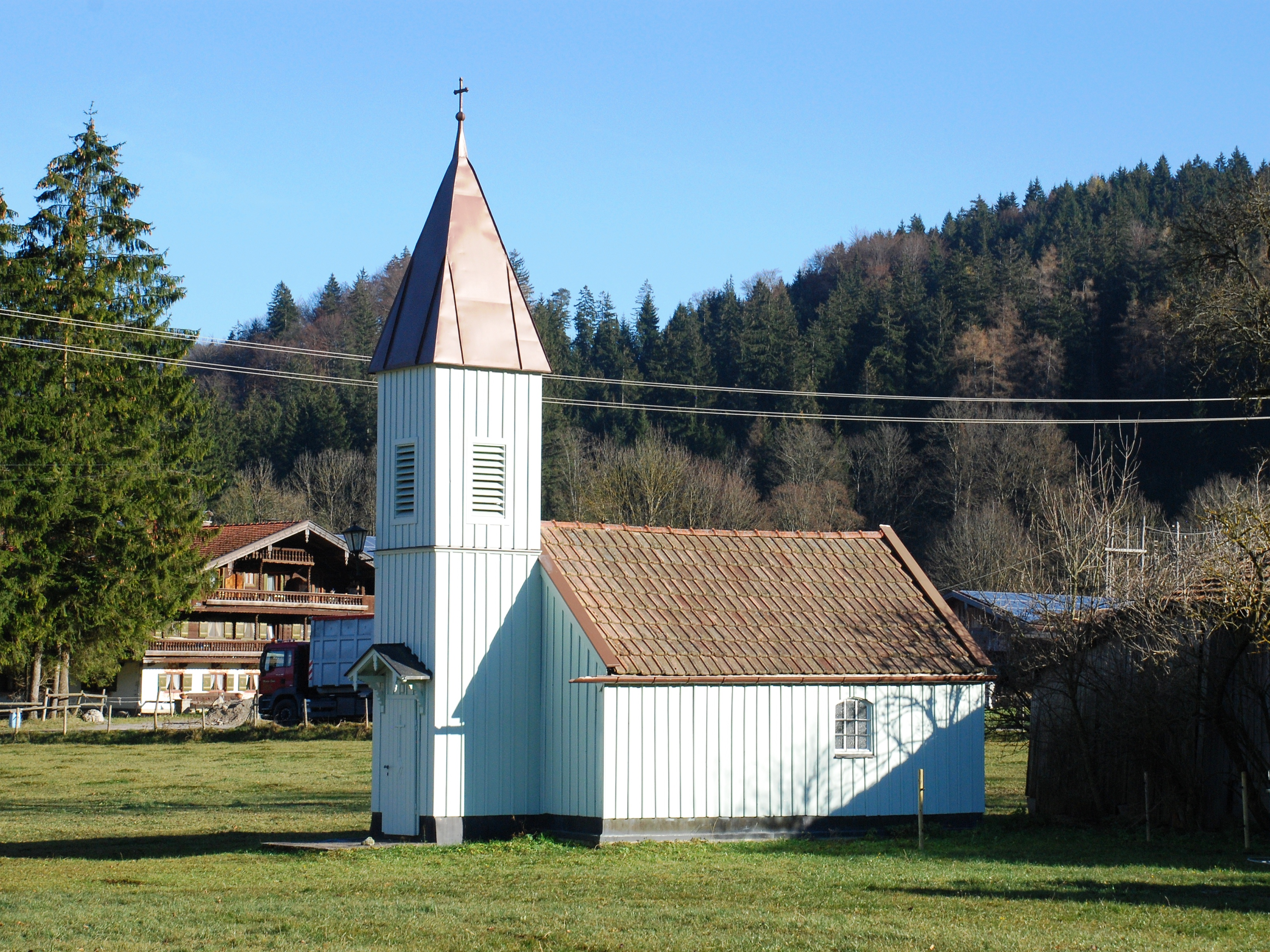
Kapelle Zur Schmerzhaften Muttergottes in Geitau

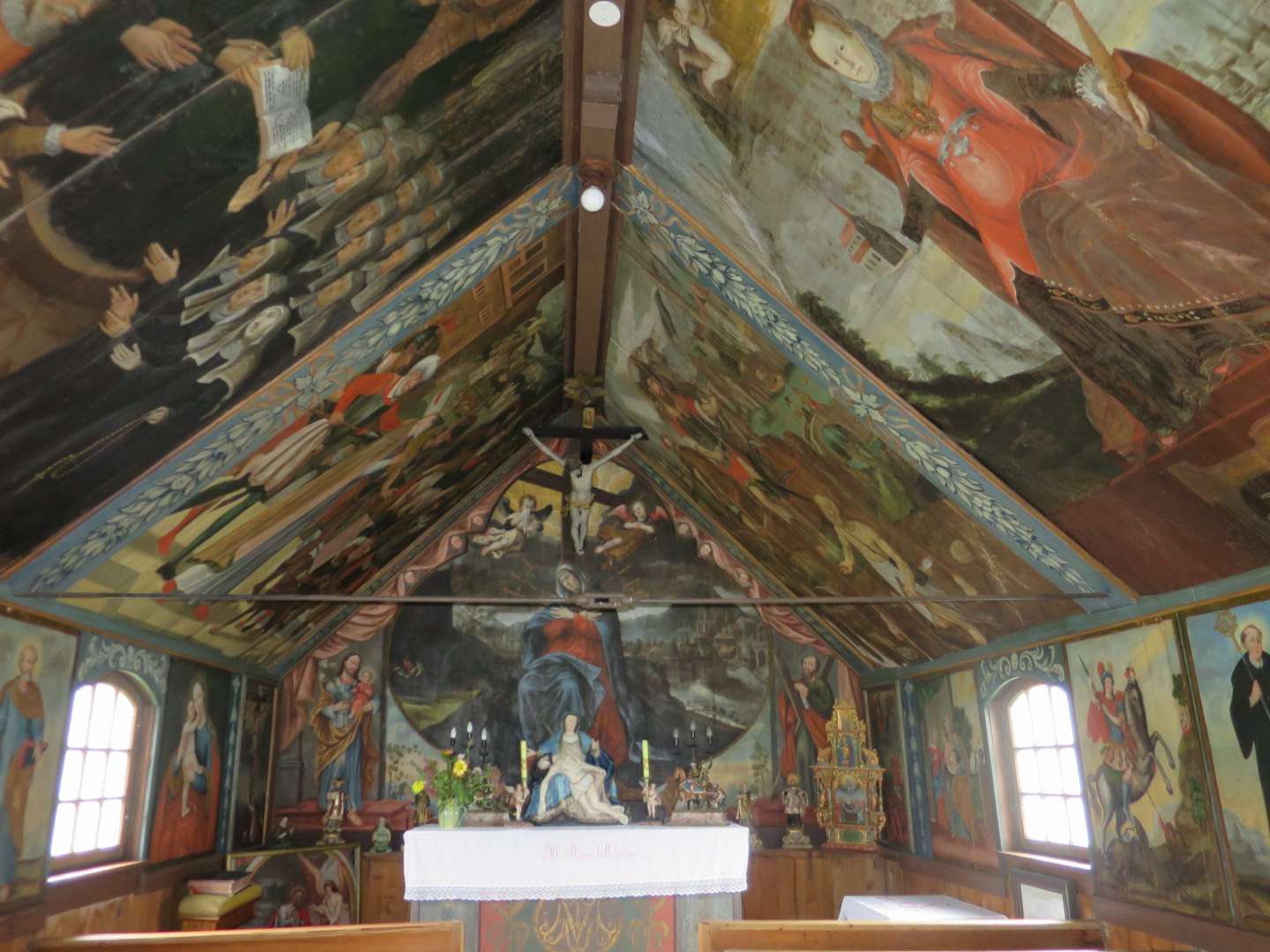
Innenansicht

Die römisch-katholische Kapelle Zur Schmerzhaften Muttergottes steht in Geitau, einem Gemeindeteil von Bayrischzell im oberbayerischen Landkreis Miesbach. Das Bauwerk ist in der Liste der Baudenkmäler in Bayrischzell als Baudenkmal unter der Nr. D-1-82-112-15 eingetragen.

## Beschreibung
Die Kapelle wurde 1732 als verkleidetes Fachwerkhaus errichtet und 1885 an die heutige Stelle versetzt. Sie besteht aus dem Langhaus, dem gleich breiten, gerade geschlossenen Chor im Osten und dem 1920 angefügten Kirchturm auf quadratischem Grundriss im Westen, der mit einem Pyramidendach bedeckt ist.
Im Innenraum befinden sich große Tafelbilder aus der Pfarrkirche St. Martin in Fischbachau aus dem 17. Jahrhundert, die im 18. Jahrhundert hierher übertragen wurden. Auf dem Altar steht eine Pietà aus dem 18. Jahrhundert. Die Kreuzwegstationen wurden 1785 eingefügt.